# Remix (serie de televisión)
Remix es una serie de televisión india producida por Rose Audio Visuals para STAR One. Se trata de una adaptación de la telenovela original argentina, Rebelde Way, creada por Cris Morena. Fue estrenada el 1 de noviembre de 2004 y finalizó el 20 de julio de 2006, con 3 temporadas y 348 episodios emitidos. 
Estuvo protagonizada por Priya Wal, Raj Singh Arora, Shweta Gulati, Karan Wahi y Kunal Karan Kapoor.  

## Sinopsis
La historia gira en torno a los estudiantes del duodécimo grado de Maurya High, un colegio de élite a donde asisten hijos de ricos y famosos, además de alumnos becados, provenientes de familias de bajos recursos.
El cuarteto principal está compuesto por Tia Ahuja, hija de un empresario de moda; Anvesha Ray Banerjee, cuya madre es una estrella de Bollywood; Yuvraaj Dev, hijo de un político; y Ranveer Sisodia, un estudiante más humilde, que busca vengar la muerte de su padre. Juntos forman la banda Remix, que se convierte en la sensación de canto de la década.

## Elenco

### Principal
- Priya Wal como Anvesha "Ashi" Ray Banerjee.[3][4]
- Raj Singh Arora como "Yuvraaj" Yuvi "Dev.
- Shweta Gulati como Tia Ahuja.
- Karan Wahi como Ranveer Sisodia.

### Recurrente
| Personaje              | Intérprete         |
| ---------------------- | ------------------ |
| Meher Dastoor          | Anu Sinha          |
| Priyanka (Pri)         | Archana Malkani    |
| Nakul Agarwal          | Habib Mithiborwala |
| Shayam Ram             | Sachin Khurana     |
| Siddharth (Sid)        | Gaurav Gupta       |
| Amandeep Chadha (Aman) | Saurabh Raj Jain   |
| Varun                  | Kunal Karan Kapoor |
| Maria Priya (M.P)      | Surelee Joseph     |
| Vrinda Bhatt           | Sakshi Talwar      |
| Latika Jambhwal        | Mansee Deshmukh    |
| Arjun Khanna           | Siddhanth Karnick  |
| Aditya                 | Karan Mehra        |
| Yamini                 | Benaf Dadachandji  |
| Ira                    | Arunima Sharma     |
| Saahil Shah            | Bharat Arora       |
| Reva                   | Malavika Rane      |
| Asim Dastoor           | Ashish Sharma      |
| Karan                  | Jay Soni           |
| Vikram                 | Arjun Bijlani      |
| Shyla Seth             | Rujutha Shah       |
| Raghu Deshpande        | Soham Master       |
| Soniya Ray             | Sonia Kapoor       |
| Sumeet Ahuja           | Vinay Jain         |
| Yashwant Dev           | Pankaj Berry       |
| Raghav Dutt            | Anoop Soni         |
| Ashish Jambhwal        | Lalit Parimoo      |
| Shanti Sharma          | Usha Bachani       |
| Pallavi Mehta          | Kavita Kaushik     |
| Puneet Ahuja           | Vishal Puri        |
| Vipul Khanna           | Ayub Khan          |
| Debashish Mitra        | Manav Gohil        |
| Leo                    | Harsh Somaiya      |
| Ayesha                 | Dimple Inamdar     |
| Shashank               | Manoj Bidwai       |
| Chi Chi                | Manini De          |
| Sonal (Massi)          | Gulfam Khan        |

### Participaciones especiales
- Bappi Lahiri
- Malaika Arora
- Aasma
- Arshad Warsi
- Dino Morea

## Protagonistas
- Anvesha "Ashi" Ray Banerjee: hija de la estrella de Bollywood Soniya Ray, Anvesha es una adolescente traviesa y bromista. Siempre compite con su madre, y  se divierte haciendo miserables a otras personas.

- "Yuvraaj" Yuvi "Dev: hijo de un político poderoso, Yuvraj es un adolescente problemático. Su padre lo salva de situaciones difíciles con regularidad, quien, a su vez, nunca desaprovecha la oportunidad de menospreciarlo. A través de su pasión por la música, busca un escape de los maltratos de su padre.
- Tia Ahuja: hija de un hombre de negocios viudo, Sumeet Ahuja. Es una de las chicas más bellas de 17 años, completamente protegida por su padre, apasionada y obsesionada con su apariencia y los secretos de belleza. Su vida se desarrolla alrededor de la moda, la ropa y los accesorios.
- Ranveer Sisodia: proveniente de un pequeño pueblo de Rayastán, es un estudiante becado que ingresa a Maurya High con el objetivo de buscar venganza, ya que responsabiliza a Sumeet Ahuja por el suicidio de su padre. Para llevar a cabo su plan, utiliza a Tia Ahuja.

## Banda sonora
La banda sonora de la serie fue realizada por la popular banda del Canal V, Aasma. La música fue de Jeet Ganguly y Pritam, las letras fueron escritas por Peyush Dixit y Aamir Ali. Un álbum musical de Remix fue lanzado el 8 de diciembre de 2005. Sin embargo, la mayoría de la música se lanzó en el programa antes del lanzamiento del álbum, excepto Boom .  